# Mamut (album)
Mamut – album studyjny duetu hip-hopowego Fisza i Emade sygnowany jako Fisz Emade Tworzywo, wydany 6 listopada 2014. Płytę promowały single z udziałem Justyny Święs z zespołu The Dumplings, zatytułowane „Pył” i „Ślady”. Gościnnie na płycie wystąpili również m.in. Kasia Nosowska czy chór Ensemble Terrible.
Album zadebiutował na 13. miejscu zestawienia OLiS i uzyskał status złotej płyty.
23 października 2015 ukazał się Supermamut czyli dwupłytowa edycja specjalna (rozszerzona o remiksy CD + DVD). Tego dnia ukazała się również wersja analogowa płyty.

## Lista utworów
Opracowano na podstawie materiału źródłowego.

### Mamut
| 1.  | „Pył” gościnnie: Justyna Święs        | 4:17  |
|     |                                       |       |
| 2.  | „Bieg” gościnnie: DJ Eprom            | 4:34  |
|     |                                       |       |
| 3.  | „Zwiedzam świat”                      | 3:53  |
|     |                                       |       |
| 4.  | „Wojna” gościnnie: Katarzyna Nosowska | 4:44  |
|     |                                       |       |
| 5.  | „Ślady” gościnnie: Justyna Święs      | 5:40  |
|     |                                       |       |
| 6.  | „Karate”                              | 4:23  |
|     |                                       |       |
| 7.  | „Zemsta”                              | 4:08  |
|     |                                       |       |
| 8.  | „Dzień dobry” gościnnie: DJ Eprom     | 4:29  |
|     |                                       |       |
| 9.  | „Wróć” gościnnie: Justyna Święs       | 4:17  |
|     |                                       |       |
| 10. | „Mamut”                               | 4:44  |
|     |                                       |       |
| 11. | „Piwnica”                             | 3:57  |
|     |                                       |       |
|     |                                       | 49:06 |
|     |                                       |       |

### Supermamut

#### CD
1. „Pył” (gościnnie: Justyna Święs)
2. „Bieg” (gościnnie: DJ Eprom)
3. „Zwiedzam świat”
4. „Wojna” (gościnnie: Katarzyna Nosowska)
5. „Ślady” (gościnnie: Justyna Święs)
6. „Karate”
7. „Zemsta”
8. „Dzień dobry” (gościnnie: DJ Eprom)
9. „Wróć” (gościnnie: Justyna Święs)
10. „Mamut”
11. „Piwnica”
12. „Zwiedzam świat” (The Dumplings remix)
13. „Zwiedzam świat” (Pendofsky remix)

#### DVD
Utwory 4-13 to wersje instrumentalne utworów.
1. „Mamut” (krótka historia filmowa)
2. „Pył” (teledysk)
3. „Ślady” (teledysk)
4. „Pył”
5. „Bieg”
6. „Zwiedzam świat”
7. „Wojna”
8. „Ślady”
9. „Karate”
10. „Zemsta”
11. „Wróć”
12. „Mamut”
13. „Piwnica”

## Twórcy
Opracowano na podstawie materiału źródłowego.

- Marcin Pendowski – gitara basowa
- Tomasz Płonka – oprawa graficzna
- Mariusz Obijalski – instrumenty klawiszowe
- Jacek Gawłowski – mastering
- Fisz – słowa, wokal
- Emade – muzyka, producent wykonawczy, miksowanie
- Jan Brykczyński – zdjęcia
- Igor Omulecki – zdjęcia
- DJ Eprom – scratche (2, 8)
- Justyna Święs – gościnnie wokal (1, 5, 9)
- Katarzyna Nosowska – gościnnie wokal (4)

## Nagrody i wyróżnienia
- Fryderyk 2015 w kategorii Album Roku: Elektronika / Indie / Alternatywa; ponadto nominacje w kategoriach: Utwór Roku („Ślady”), Teledysk Roku („Pył”)[9]
- „Płyta roku 2014 – Polska” według Gazety Wyborczej: 1. miejsce[10]
- „Polska Płyta Roku” według portalu Brand New Anthem: 3. miejsce[11]
- „Najlepsze polskie płyty 2014” według portalu T-Mobile Music: 4. miejsce[12]
- „Najlepsze płyty 2014 roku” według recenzentów Interii: 9/10 punktów[13]